# Vusio
Vusio odnosno Vužić, hrvatska plemićka obitelj.

## Povijest
Vužići odnosno Vusiji su obitelj iz Bola na Braču koja se je istaknula u borbama protiv Turaka i time stekla plemstvo polovicom 17. stoljeća. Vužići tvore osnovicu za brojne lokalne legende i sastavnica su bolskoga kulturnog identiteta. Od Vusija su potekli ugledni soprakomiti bračke galije.
U 17. stoljeću Vužići su podignuli osamljenu kulu za obranu polja južno od Selaca na Braču. Ujedinjavanjem predmeta obitelji Vusio, Brešković Žuljević i Radić iz Bola, Bulić iz Solina, Čečuk iz Omiša te Vlajki iz Orašca kod Dubrovnika nastala je zbirka Romac u Bolu. Temelj Zbirke su predmeti iz obitelji Vusio (Vužić).